# Awanhard Żydaczów
FK Awanhard Żydaczów (ukr. Футбольний клуб «Авангард» Жидачів, Futbolnyj Kłub "Awanhard" Żydacziw) – ukraiński klub piłkarski z siedzibą w Żydaczowie.

## Historia
Chronologia nazw:
- 19??—19??: Papirnyk Żydaczów (ukr. «Папірник» Жидачів)
- 19??—2005: Awanhard Żydaczów (ukr. «Авангард» Жидачів)
- 2006—2010: FK Żydaczów (ukr. ФК «Жидачів»)
- 2011—...: Awanhard Żydaczów (ukr. «Авангард» Жидачів)

Drużyna piłkarska Papirnyk została założona w mieście Żydaczów po zakończeniu II wojny światowej i reprezentowała miejscową fabrykę celulozy i papieru. Potem zmieniła nazwę na Awanhard.
Do 1992 drużyna z Żydaczowa występowała w amatorskich rozgrywkach mistrzostw obwodu lwowskiego. Najbardziej udany sezon – 1987, kiedy klub zdobył mistrzostwo obwodu, Puchar obwodu, puchar gazety "Sport" i Superpuchar dla najlepszych zespołów produkcyjnych Ukrainy i Bułgarii!.
W 1992 klub zgłosił się do rozgrywek w Przejściowej Lidze. W pierwszym że sezonie 1992/93 zajął 8. miejsce w swojej grupie. Potem co rok było gorzej. Po sezonie 1994/95 Trzecia Liha została zlikwidowana i klub w następnym sezonie występował już w Drugiej Lidze. Jednak po zakończeniu sezonu 1995/96 klub z przyczyn finansowych zrezygnował z dalszych występów w lidze profesjonalnej i dalej występuje w rozgrywkach amatorskich obwodu lwowskiego.
Klub również występuje w rozgrywkach Mistrzostw Stowarzyszenia Ukraińskiego Futbolu Amatorskiego.

## Sukcesy
- 11. miejsce w Drugiej Lidze: (1x)

1995/1996

## Inne
- Medyk Morszyn